# 高松市の再開発
高松市の再開発は香川県高松市の再開発事業についての項目である。

## 高松港頭地区総合整備事業（愛称:サンポート高松）

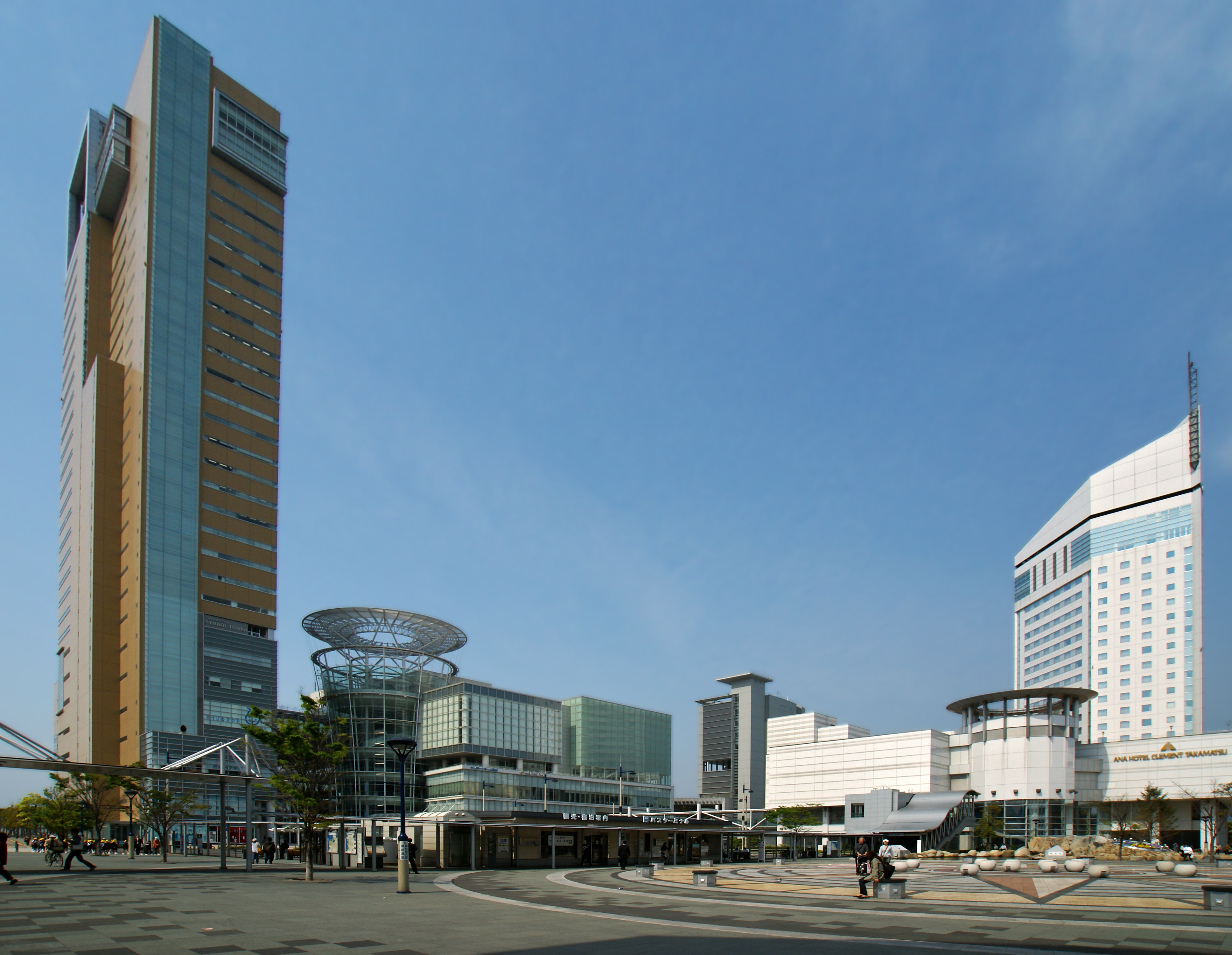
サンポート高松（ビル群）

サンポート高松の愛称で知られるこの事業は、バブル経済期に香川県と高松市が主体となり、同最大の再開発事業として計画された。これは「瀬戸大橋開通による宇高連絡船の廃止で失われた高松港の拠点性の再興、国際化、情報化に対応した新都心づくり」を目的としている。計画以後バブル崩壊による資金難などで計画の縮小を重ねたが、2001年（平成13年）5月13日から一部供用が開始された。
2004年（平成16年）3月30日には核となる商業施設である「高松シンボルタワー」が開業した。しかし、県外企業の誘致に失敗し、県内企業の進出を促した結果、その大半が市中心部のテナントビルからの移転となった為、中心部のビル空室率が高い数字となってしまい、その将来性が危ぶまれている。また、一部の市民や議会議員からは「ムダな公共事業」と非難が噴出している。既存市街地の空室率の高さに対する対策や、用地の半分近くを占める空き地の利用など課題は多いものの、商業系店鋪の売り上げは好調である。
残る北側の空白部分については民間から開発するべく募集をかけているが2011年11月現在応募は1社もない。

## 瓦町駅周辺地区市街地再開発事業
高松空襲でも焼け残った十角堂がシンボルだった琴電瓦町駅にデパートを併設したコトデン瓦町ビルが建設され、1996年（平成8年）12月21日完成、そごうと琴電の合弁会社「コトデンそごう」が出店し、中心市街地活性化が望まれた。
だが、その後2000年8月にそごうグループが経営破綻したことがきっかけとなり2001年（平成13年）7月23日閉店。琴電も民事再生法適用というところまで経営が悪化した。
約2ヶ月後の9月1日、高松天満屋が後継テナントとして入居した。高松天満屋も2014年3月限りで閉店となったが、約1年半後の2015年10月23日に、専門店を集めた商業ビル「瓦町FLAG」としてリニューアルオープンし、商業施設として維持されることとなった。
現在でも駅前商店街などの衰退は目に余るが、中心部のビルとしての存在感や高層な建造物として目立ってはいる。
なお、栗林公園駅-高松築港駅間で琴電の高架化も計画されていたが、事業主体である県の財政悪化を理由に休止状態が続いた末、ついに2010年に計画は放棄された。

## 琴電片原町駅西地区再開発事業
かつて琴電片原町駅西側地区は、高松市の北部商業地区の拠点であり、商業活動が活発であった。しかし高度経済成長期以降、商業活動の沈静化や居住環境の悪化等が見られるようになった。そのため、それらのこの地区を取り巻く環境の変化に対応する市街地再開発事業が計画された。
全体の計画としては、商店街以北、香川県道159号高松港線以南、コトデン片原町駅以西、通称フェリー通り以東において地区を4つの街区に分け、商業施設や住居施設を建設するものである。先ず、第3街区（約0.4ha）において1997年2月、片原町駅西第3街区市街地再開発組合が設立され、2000年3月再開発ビルが着工し、2002年1月末に竣工した。第3区の再開発ビルは地上13階建て、建築面積約2,100m2、延べ床面積は約16,800m2で、9区画の商業・業務施設と94戸の住居で構成されており、1階-4階には高松市生涯学習センターも入居している。

## 高松丸亀町商店街再開発事業
丸亀町商店街は高松城築城とともに開かれ、400年の歴史を持つ高松で最も古い商店街である。南北に全長470メートルで、衣料品店を中心に約150の専門店を擁する高松市最大の商店街であるが、近年他の地方都市と同様に郊外型の大型店に圧され商店街は空店舗が目立ち始めた。
この計画は丸亀町商店街振興組合によって商店街全盛期の1983年に計画され、街をAからGの7つの街区に分け再開発するものである。具体的な計画は、多数の地権者が存在する現在の建物を解体して、街路の幅員を現在の8メートルから11メートルに拡張し、そこに再開発ビルを建てるというものである。
2005年には、最北端に位置し、兵庫町商店街と片原町商店街が接続するA街区の解体工事が開始された。計画ではA街区の事業効果を見て最南端に位置するG街区が着工予定であったが、先にB街区とC街区の開発概要が発表され、2008年3月に一部着工となった。G街区はその後の見通しとなった。この事業は全国的にも珍しく、また商店街としては大規模な再開発のため県内外から注目されている。
そして、2006年（平成18年）11月3日、隣接する高松三越のテナントとして東館一部の高級ブランド店が先行オープン、12月10日にグランドオープンとなった。A街区の名称は「高松丸亀町壱番街」と名づけられた。
二期目のB街区は2009年12月11日に「高松丸亀町弐番街」としてオープン。C街区も一部店舗でB街区と同時期に先行オープンとしている。市民などからは全街区のオープンに期待がかかる一方、ひとつひとつの開発が遅いためにはやくできて欲しいとの声も多数でている。
三期目となる最南端に位置し、国道11号を挟んで南新町商店街が接続するG街区は2010年3月から既存の建物の解体工事に着手して10月頃に着工し、2012年4月に完成した。名称は一般公募で決定した「丸亀町グリーン」。

## 土地区画整理事業
| 名称     | 事業 主体 | 面積    | 減歩率 | 減歩率 | 公共用地率 | 公共用地率 | 施行年度      | 総事業費      | 換地処分公告                              | 計画決定年月日告示番号         | 計画決定年月日告示番号                                               |
| 名称     | 事業 主体 | 面積    | 公共   | 合算   | 施行前     | 施行後     | 施行年度      | 総事業費      | 換地処分公告                              | 当初                           | 最終                                                                 |
| -------- | --------- | ------- | ------ | ------ | ---------- | ---------- | ------------- | ------------- | ----------------------------------------- | ------------------------------ | -------------------------------------------------------------------- |
| 西部     | 組合      | 25.9ha  | -%     | 19.93% | -%         | -%         | 1930年-1935年 | 6万円         | 1935年11月14日                            | -                              | -                                                                    |
| 宮脇町   | 組合      | 12.7ha  | 4.92%  | 16.83% | 5.17%      | 15.85%     | 1934年-1941年 | 3万円         | 1939年6月13日 1940年9月27日               | -                              | -                                                                    |
| 戦災復興 | 市長      | 358.2ha | 14.41% | 14.57% | 13.26%     | 28.96%     | 1946年-1976年 | 6億4430万円   | 1958年7月10日 1964年1月25日 1970年5月19日 | 1946年6月5日戦災復興院告示30号 | 1954年9月6日建告1391号 1973年6月12日県告379号 2004年5月17日県告360号 |
| 松島     | 市        | 64.9ha  | 19.24% | 23.66% | 8.61%      | 26.19%     | 1954年-1974年 | 1億7168万円   | 1969年4月30日                             | 1954年9月6日建告1390号         | 1973年6月12日県告379号 2004年5月17日県告360号                        |
| 弦打     | 市        | 47.4ha  | 10.02% | 15.58% | 9.59%      | 24.12%     | 1966年-1978年 | 7億4341万円   | 1973年3月31日                             | 1965年12月27日建告3473号       | 1973年6月12日県告379号 2004年5月17日市告338号                        |
| 古高松   | 市        | 10.0ha  | 16.61% | 16.61% | 9.69%      | 27.22%     | 1967年-1976年 | 9600万円      | 1971年1月7日                              | 1967年9月8日建告2865号         | 2004年5月17市告338号                                                 |
| 太田第1  | 市        | 78.2ha  | 14.80% | 15.81% | 8.75%      | 25.37%     | 1970年-1995年 | 56億1200万円  | 1989年10月13日                            | 1970年10月15日県告1105号       | 1973年6月12日県告379号 2004年5月17日県告360号                        |
| 南部第1  | 市        | 28.3ha  | 14.54% | 15.36% | 13.89%     | 29.40%     | 1972年-1987年 | 20億5803万円  | 1982年2月9日                              | 1970年10月15日県告1106号       | 1973年6月12日県告379号 2004年5月17日市告338号                        |
| 生島     | 組合      | 37.7ha  | 5.48%  | 5.48%  | -%         | 5.48%      | 1972年-1981年 | 17億8656万円  | 1979年2月27日                             | -                              | -                                                                    |
| 高松浜   | 組合      | 18.9ha  | 27.44% | 40.36% | 0.17%      | 27.56%     | 1972年-1978年 | 14億2649万円  | 1976年3月11日                             | -                              | -                                                                    |
| 高松町   | 組合      | 12.6ha  | 20.31% | 28.14% | 6.37%      | 25.77%     | 1973年-1978年 | 5億1276万円   | 1976年12月2日                             | -                              | -                                                                    |
| 屋島     | 組合      | 58.7ha  | 18.71% | 34.84% | 10.17%     | 26.98%     | 1973年-1981年 | 42億5566万円  | 1979年6月14日                             | -                              | -                                                                    |
| 太田第2  | 市        | 360.3ha | 18.98% | 21.29% | 8.11%      | 25.55%     | 1986年-2013年 | 660億0000万円 | 2008年10月31日                            | 1986年3月28日県告331号         | 2004年5月17日県告360号                                               |
| 高松港頭 | 県        | 27.8ha  | 29.61% | 40.04% | 9.23%      | 36.11%     | 1993年-2008年 | 438億4317万円 | 2004年4月6日                              | 1992年12月11日県告841号        | 2004年5月17日市告338号                                               |

- ※太田第2地区は2011年現在清算期間中のため総事業費、最終告示などは変更の可能性あり。

高松市で最初の土地区画整理事業は土地区画整理組合施工の西部土地区画整理事業で、1930年（昭和5年）度から5年をかけて、現在の昭和町及び紫雲町の全域並びに宮脇町一丁目の一部が区画整理された。
高松空襲によって大部分が焦土と化した市街地では終戦後、戦災復興都市計画の一環として戦災復興土地区画整理事業が市長名で計画・施工され、中心部で現在使用される幹線道路や街路の多くがこの時に整備される。これは新たな道路の建設に加え、それまで城下町の町割りに由来していた道路の多くが拡幅されるなど、市内の道路環境は著しく変化し、来る車社会の到来に備えた。その中でも目玉事業となったのがメインストリート「中央通り」の建設であった。計画当初は名古屋や札幌のような100m道路として建設する予定であったが、都市規模などを理由に50m、さらには現在の36m及び32mに大幅縮小されて建設された。
その後、高度経済成長の到来によって土地需要は増大し、市内でも1960年代から70年代にかけては特に盛んに区画整理事業が行われ、最も多い1973年時点では市立2事業と組合立4事業の実に6事業が同時進行していた。また、その時に施工が始まった南部地区については以降、第1地区以外の区画整理は実現していない。
やがて日本がバブル景気に突入すると、市内では太田第2土地区画整理事業という大規模事業が始まる。当事業の施工面積は360.3haと、施工期間中当時の土地区画整理事業としては全国でほんとんど例が無い大規模な事業であった。
そしてバブル崩壊後の失われた10年や瀬戸大橋開通による周辺環境の変化によって高松市の活力と拠点性は低下し始めたため、都市に新たな魅力を創出するべく市街地再開発が複数計画された。その中でも高松港頭地区総合整備事業（通称：サンポート高松）は香川県と高松市による共同事業であり、高松港周辺を埋め立てて商業施設や公共施設を建設する巨大事業であった。その再開発地区内の道路整備として行われたのが高松港頭地区土地区画整理事業であり、これは市内初の県が施工主となって行われた区画整理事業である。